# Hiromi Nakashima
Hiromi Nakashima (japanisch 中島 宏海 Nakashima Hiromi; * 8. August 1993 in der Präfektur Fukuoka) ist ein japanischer Fußballspieler.

## Karriere
Nakashima erlernte das Fußballspielen in der Schulmannschaft der Chikuyo High School und der Universitätsmannschaft der Ryūtsū-Keizai-Universität. Seinen ersten Vertrag unterschrieb er 2016 bei Briobecca Urayasu. Für den Verein absolvierte er 19 Ligaspiele. 2017 wechselte er zum Drittligisten Grulla Morioka. Für den Verein absolvierte er 11 Ligaspiele. Ende 2018 beendete er seine Karriere als Fußballspieler.